# Conus lenavati
Conus lenavati е вид охлюв от семейство Conidae. Видът не е застрашен от изчезване.

## Разпространение
Разпространен е във Виетнам, Параселски острови, Провинции в КНР, Соломонови острови, Острови Спратли, Тайван и Филипини.